# جون كاي (لاعب كرة قدم)
جون كاي (بالإنجليزية: John Kay)‏ (29 يناير 1964 في المملكة المتحدة - ) هو لاعب كرة قدم بريطاني في مركز الدفاع. لعب مع بريستون نورث إيند وشروزبري تاون ونادي أرسنال ونادي سندرلاند ونادي ميدلزبره ونادي سكاربورو ونادي ويمبلدون.

## وصلات خارجية
- جون كاي على موقع قاعدة بيانات كرة القدم.إي يو (الإنجليزية)